# C/2002 F1 Utsunomiya
C/2002 F1 Utsunomiya è una cometa non periodica scoperta il 18 marzo 2002 dall'astrofilo giapponese Syogo Utsunomiya.